# 共产主义妇女国际
共产主义妇女国际（英語：Communist Women's International）是共产国际下属的国际妇女运动组织，活跃于1920年代。

## 历史

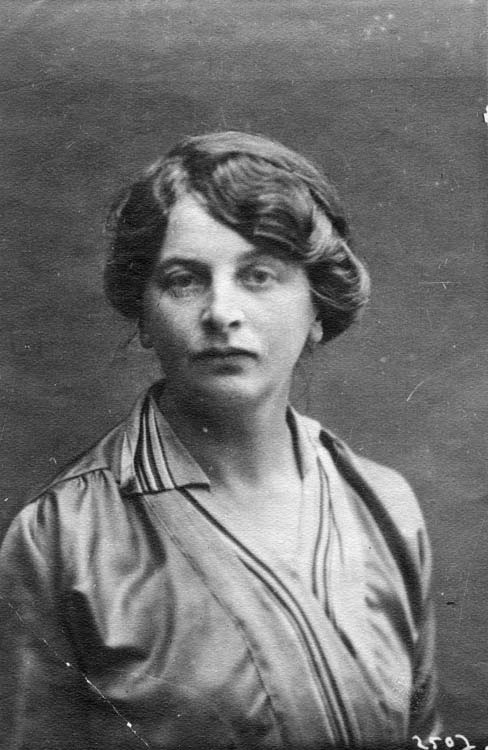
法国人伊涅萨·阿尔曼德是1920年共产国际妇女运动的重要人物。

第二国际开展了妇女运动30年，但直至第一次世界大战女性参政权仍然难以获得。
1920年7月30日至8月2日伴随共产国际二大召开了国际共产主义女性大会。1920年初，她为共产国际二大起草了《关于共产主义妇女运酬的提纲草案》，同年11月又根据二大精神起草了《共产主义妇女运动的方针》。在这两个文件中，她重申妇女的解放是工人阶级历史使命的重要组成部分，要吸收劳动妇女参加革命的阶级斗争。1920年11月20日共产国际妇女书记处成立，蔡特金当选为书记。
1921年6月蔡特金在共产国际第三次代表大会上作了《关于共产主义妇女运动问题的报告》。她指出:"如果没有妇女参加，无产阶级就不能将自己的经济斗争和政治斗争进行到底。"大会根据这个报告通过了《加强妇女工作的国际联系以及共产国际妇女书记处在这方面的任务》、《对妇女进行共产主义工作的方式和方法》两个决议。
1922年初，从莫斯科迁往柏林。机关刊物为 Die Kommunistische Fraueninternationale.从1921年到1925年共出刊25期， 约1300页。
当伊涅萨·阿尔曼德准备为女工写一本小册子，在提纲上列出妇女“要求恋爱自由”时，列宁在给她的信中要求删除，因为他认为在资本主义条件下，“恋爱自由”不能确切表达无产阶级的爱情观：“问题不在于您主观上‘想’把这种要求‘理解’成什么，问题在于爱情上的阶级关系的客观逻辑。”同样，当列宁听说蔡特金在妇女讨论会上谈到性和婚姻问题时，对蔡特金进行了严厉的批评。
1924年共产国际第五次代表大会上，通过了《共产党在劳动妇女中的工作》的决议，强调“必须大力展开在农村劳动妇女特别是农业国的农村妇女中间的工作”，并规定了争取农村劳动妇女的任务以及工作方法。中国共产党于1924年上半年设立了中国共产党妇女部。
1925年5月15日改组为共产国际执委会妇女部，迁往莫斯科。
1926年春，在莫斯科召开了第四次妇女工作国际会议。
1939年妇女占苏联职工总数的40%。30年代末，美国共产党中的女党员占党员总数的30%-40%；到1943年，美国共产党8.3万名党员中有46%是妇女。美国共产党创办了一份名为《工作妇女》（Working Women）的妇女杂志，后改名为《今日妇女》（Women Today），每月发行量达到8000份。

## 国际妇女大会
| 大会                           | 位置   | 日期                  | Comments |
| ------------------------------ | ------ | --------------------- | -------- |
| 第一次共产主义妇女国际大会     | 莫斯科 | 1920年7月30日-8月2日  |          |
| 第二次共产主义妇女国际大会     | 莫斯科 | 1921年6月             |          |
| 国际女记者会议                 | 柏林   | 1922年1月             |          |
| 第三次共产主义妇女国际大会     | 莫斯科 | 1924年                |          |
| 第四次共产主义妇女工作国际大会 | 莫斯科 | 1926年5月29日-6月10日 |          |
| 十月革命十周年纪念妇女大会     | 莫斯科 | 1927年11月            |          |
| 共产党妇女部负责人会议         | 莫斯科 | 1930年8月             |          |

## 延伸阅读
- Jean-Jacques Marie, "The Women's Section of the Comintern, from Lenin to Stalin," in Christine Fauré (ed.), Political and Historical Encyclopedia of Women. New York: Routledge, 2003; pp. 275–285.
- Liberty Peterson Sproat, How Soviet Russia Liberated Women: The Soviet Model in Clara Zetkin's Periodical 'Die Kommunistische Fraueninternationale'.（页面存档备份，存于） Masters thesis. Brigham Young University, August 2008.

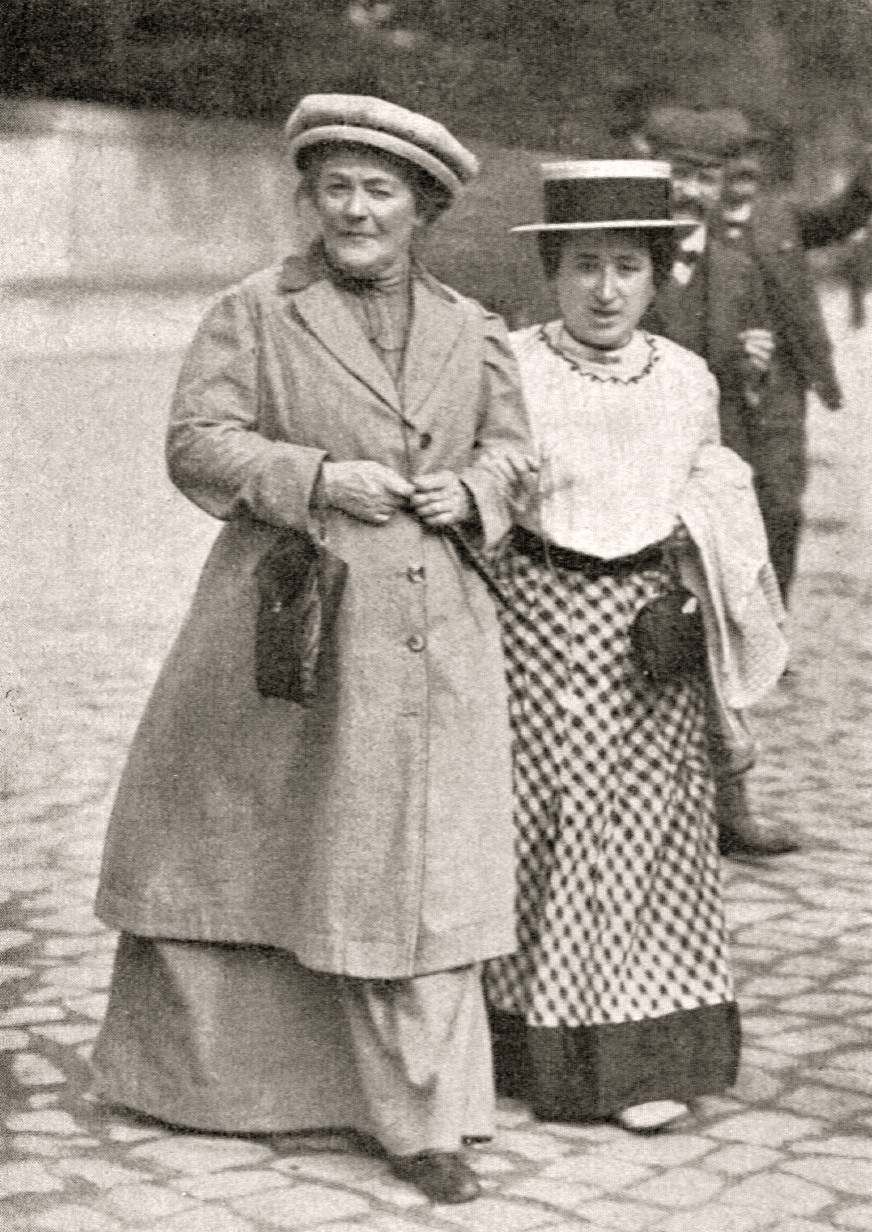
克拉拉·蔡特金（左）是共产主义妇女国际的领导人。

- Elizabeth Waters, "In the Shadow of the Comintern: The Communist Women's Movement, 1920-43", in Sonia Kruks, Rayna Rapp, and Marilyn B. Young (eds.), Promissory Notes: Women in the Transition to Socialism. New York: Monthly Review Press, 1989.